# Fuenteheridos
Fuenteheridos là một đô thị ở tỉnh Huelva, Andalucía, Tây Ban Nha. Năm 2007, đô thị này có 658 dân. Diện tích là 11 km², mật độ dân số 53 người/km². Tọa độ địa lý là 37º 54' độ vĩ bắc, 6º 39' độ kinh đông. Đô thị này nằm trên độ cao 702 m và cách tỉnh lỵ Huelva 116 km.